# 丁达明 (生物技术专家)
丁达明（1938年6月—），男，湖南醴陵人，中国生物技术专家，研究员。中国科学院武汉病毒研究所原所长（1985年－1987年）。

## 生平
1938年生于湖南。1959年毕业于武汉大学生物系，在中国科学院武汉微生物研究室工作。长期从事应用微生物研究。1979至1981年，在英国帝国癌症研究基金会研究所作访问学者，从事病毒的分子生物学研究。1984年7月至1985年9月，担任中国科学院武汉病毒研究所副所长。1985年9月至1987年9月，担任所长。后在丽珠公司工作。担任珠海丽珠医药集团股份有限公司国际部经理，丽珠生物工程制药厂厂长。曾任武汉大学客座教授，湖北省微生物学会副会长，中国生物工程学会理事，中国医学生物技术协会理事，《中国病毒学》常务编委，《病毒学报》编委。
1978年获湖北省科学大会三等奖；1979年获中国科学院三等奖；1994年获四川省科技进步二等奖。